# 6231 Hundertwasser
6231 Hundertwasser este un asteroid din centura principală de asteroizi.

## Descriere
6231 Hundertwasser este un asteroid din centura principală de asteroizi. A fost descoperit pe 20 martie 1985 la Observatorul Kleť de Antonín Mrkos. Asteroidul prezintă o orbită caracterizată de o semiaxă mare de 2,47 ua, o excentricitate de 0,14 și o înclinație de 9,4° în raport cu ecliptica.